# Артистичне плавання на Чемпіонаті світу з водних видів спорту 2023 — змішаний дует, технічна програма
Змагання з артистичного плавання в технічній програмі змішаних дуетів на Чемпіонаті світу з водних видів спорту 2023 відбулися 15 і 16 липня 2023 року.

## Результати
Попередній раунд відбувся 15 липня о 14:00 за місцевим часом. Фінал відбувся 16 липня о 16:30 за місцевим часом.
Зеленим позначено фіналістів
| Місце | Країна          | Плавчині                               | Попередній раунд | Попередній раунд | Фінал            | Фінал            |
| Місце | Країна          | Плавчині                               | Очки             | Місце            | Очки             | Місце            |
| ----- | --------------- | -------------------------------------- | ---------------- | ---------------- | ---------------- | ---------------- |
| 1     | Японія          | Томока Сато Йотаро Сато                | 227.7200         | 3                | 255.5066         | 1                |
| 2     | Іспанія         | Денніс Гонсалес Емма Гарсія            | 244.1433         | 1                | 248.0499         | 2                |
| 3     | Китай           | Ченг Вентао Ші Хаою                    | 188.7334         | 7                | 247.3033         | 3                |
| 4     | Мексика         | Ітзамарі Гонсалес Дієго Віллалобос     | 228.0075         | 2                | 233.6066         | 4                |
| 5     | Велика Британія | Ранджуо Томблін Беатріс Красс          | 190.0833         | 5                | 215.2967         | 5                |
| 6     | Колумбія        | Густаво Санчес Дженніфер Серкера       | 168.5900         | 12               | 210.1833         | 6                |
| 7     | Казахстан       | Едуард Кім Наргіза Болатова            | 192.0333         | 4                | 204.0967         | 7                |
| 8     | Чилі            | Теодора Гаррідо Ніколас Кампос         | 177.4817         | 8                | 200.4767         | 8                |
| 9     | Сербія          | Єлена Контич Іван Мартінович           | 169.6216         | 11               | 191.1167         | 9                |
| 10    | Південна Корея  | Кім Джі Хьє Біун Джа Джун              | 188.9558         | 6                | 190.2934         | 10               |
| 11    | Бельгія         | Рено Барраль Ліза Інгеніто             | 170.9367         | 10               | 189.2567         | 11               |
| 12    | Перу            | Санді Квіроз Альваро Аронес            | 177.0883         | 9                | 187.5250         | 12               |
| 13    | Пуерто-Рико     | Хав'єр Раїсанчес Ніколле Торренс       | 165.3800         | 13               | Завершили виступ | Завершили виступ |
| 14    | Таїланд         | Воранан Тумчай Кантінан Адісайсірібутр | 162.9283         | 14               | Завершили виступ | Завершили виступ |
| 15    | Німеччина       | Фрісйоф Зайдель Міхелль Ціммер         | 158.3550         | 15               | Завершили виступ | Завершили виступ |
| 16    | Куба            | Енді Авіла Кареліс Вальдес             | 108.1650         | 16               | Завершили виступ | Завершили виступ |